# 196-й истребительный авиационный полк
196-й истребительный авиационный полк — воинская часть Вооружённых Сил СССР в Великой Отечественной войне.

## История
Полк формировался в июне 1941 года в районе Пушкина
В составе действующей армии во время ВОВ c 22 июня 1941 по 18 августа 1941 и с 30 ноября 1941 по 14 ноября 1944 года.
На 22 июня 1941 года базируется в районе Пушкина.  На вооружении полка состояли истребители МиГ-3. В течение июня - августа 1941 года действует в районе Ленинграда. В июле 1941 года отмечены действия полка в районе Псков - Дно - Сольцы c аэродрома Малетино.
В середине августа 1941 года отправлен на переформирование. Осенью 1941 года перевооружён истребителями P-40 и P-40E и в конце ноября 1941 года вернулся на Ленинградский фронт. Вплоть до июля 1944 года действует под Ленинградом, в основном на южных и юго-восточных подступах к нему: Слуцк, Пулково, Красный Бор, Мга, Любань, Колпино.
С февраля 1942 года, сменив 127-й истребительный авиационный полк, прикрывает Тихвин. Весной 1942 года принял от 154-го авиационного полка его P-40, переоборудованные советским мотором М-105.
В феврале 1943 года принимает участие в Красноборской операции. В 1943-1944 годах базировался на аэродроме Плеханово, прикрывая железнодорожный узел Волхов и переправы через Волхов.
В апреле-июне 1943 года полк большей частью проходил переобучение в Красноярске, в 45-м запасном авиационном полку, где получил самолёты P-39 «Aircobra». В составе полка был именной самолёт «Александр Невский», на котором летал капитан А. Д. Билюкин.
В июне-июле 1944 года принимал участие в Выборгской операции, действовал против финских войск в районе Кексгольма, Сяйние. В июле 1944 года на вооружение полка поступили самолёты Як-1. В сентябре 1944 года полк был переброшен на Кольский полуостров. Принимает деятельное участие в Петсамо-Киркенесской операции, так 12 октября 1944 года штурмует аэродром Салмиярви. Действовал в небе Заполярья и Норвегии до окончания боевых действий в том регионе, с 14 ноября 1944 года выведен в резерв и больше в ходе Великой Отечественной войны участия в боевых действиях не принимал.
С 1947 по 1956 в составе 324-й Истребительной авиационной дивизии, ВВС Московского военного округа. 
Полк в начале 50-х принимал участие в войне в Корее, где стал одним из наиболее отличившихся полков, сбив 104 вражеских самолёта. Расформирован в 1960 году.

## Подчинение
| Дата            | Фронт (округ)                                              | Армия                              | Корпус        | Дивизия                                  | Примечания                             |
| --------------- | ---------------------------------------------------------- | ---------------------------------- | ------------- | ---------------------------------------- | -------------------------------------- |
| 22.06.1941 года | Северный фронт                                             | -                                  | -             | 39-я истребительная авиационная дивизия  | -                                      |
| 01.07.1941 года | Северный фронт                                             | -                                  | -             | 39-я истребительная авиационная дивизия  | -                                      |
| 10.07.1941 года | Северный фронт                                             | -                                  | -             | 39-я истребительная авиационная дивизия  | -                                      |
| 01.08.1941 года | Северный фронт                                             | -                                  | -             | 39-я истребительная авиационная дивизия  | -                                      |
| 01.09.1941 года | -                                                          | -                                  | -             | -                                        | на переформировании                    |
| 01.10.1941 года | -                                                          | -                                  | -             | -                                        | на переформировании                    |
| 01.11.1941 года | -                                                          | -                                  | -             | -                                        | на переформировании                    |
| 01.12.1941 года | Ленинградский фронт                                        | -                                  | -             | 39-я истребительная авиационная дивизия  | -                                      |
| 01.01.1942 года | Ленинградский фронт                                        | -                                  | -             | 39-я истребительная авиационная дивизия  | -                                      |
| 01.02.1942 года | Ленинградский фронт                                        | -                                  | -             | 39-я истребительная авиационная дивизия  | -                                      |
| 01.03.1942 года | Ленинградский фронт                                        | -                                  | -             | -                                        | -                                      |
| 01.04.1942 года | Ленинградский фронт                                        | 8-я армия                          | ВВС 8-й армии | -                                        | -                                      |
| 01.05.1942 года | Ленинградский фронт (Группа войск Волховского направления) | 8-я армия                          | ВВС 8-й армии | -                                        | -                                      |
| 01.06.1942 года | Ленинградский фронт (Волховская группа войск)              | 8-я армия                          | ВВС 8-й армии | -                                        | -                                      |
| 01.07.1942 года | Ленинградский фронт                                        | Авиагруппа генерал-майора Жданова  | -             | -                                        | -                                      |
| 01.08.1942 года | Ленинградский фронт                                        | Авиагруппа генерал-майора Жданова  | -             | -                                        | -                                      |
| 01.09.1942 года | Ленинградский фронт                                        | Авиагруппа генерал-майора Андреева | -             | -                                        | -                                      |
| 01.10.1942 года | Ленинградский фронт                                        | Авиагруппа генерал-майора Андреева | -             | -                                        | -                                      |
| 01.11.1942 года | Ленинградский фронт                                        | Авиагруппа генерал-майора Андреева | -             | -                                        | -                                      |
| 01.12.1942 года | Ленинградский фронт                                        | Приморская оперативная группа      | -             | -                                        | на укомплектовании и переподготовке    |
| 01.01.1943 года | Ленинградский фронт                                        | 13-я воздушная армия               | -             | 275-я истребительная авиационная дивизия | -                                      |
| 01.02.1943 года | Ленинградский фронт                                        | 13-я воздушная армия               | -             | 275-я истребительная авиационная дивизия | -                                      |
| 01.03.1943 года | Ленинградский фронт                                        | 13-я воздушная армия               | -             | 275-я истребительная авиационная дивизия | -                                      |
| 01.04.1943 года | Ленинградский фронт                                        | 13-я воздушная армия               | -             | 275-я истребительная авиационная дивизия | -                                      |
| 01.05.1943 года | Ленинградский фронт                                        | 13-я воздушная армия               | -             | 275-я истребительная авиационная дивизия | -                                      |
| 01.06.1943 года | Ленинградский фронт                                        | 13-я воздушная армия               | -             | 275-я истребительная авиационная дивизия | -                                      |
| 01.07.1943 года | Ленинградский фронт                                        | 13-я воздушная армия               | -             | 275-я истребительная авиационная дивизия | -                                      |
| 01.08.1943 года | Ленинградский фронт                                        | 13-я воздушная армия               | -             | 275-я истребительная авиационная дивизия | -                                      |
| 01.09.1943 года | Ленинградский фронт                                        | 13-я воздушная армия               | -             | 275-я истребительная авиационная дивизия | -                                      |
| 01.10.1943 года | Ленинградский фронт                                        | 13-я воздушная армия               | -             | 275-я истребительная авиационная дивизия | -                                      |
| 01.11.1943 года | Ленинградский фронт                                        | 13-я воздушная армия               | -             | 275-я истребительная авиационная дивизия | -                                      |
| 01.12.1943 года | Ленинградский фронт                                        | 13-я воздушная армия               | -             | 275-я истребительная авиационная дивизия | -                                      |
| 01.01.1944 года | Ленинградский фронт                                        | 13-я воздушная армия               | -             | 275-я истребительная авиационная дивизия | -                                      |
| 01.02.1944 года | Ленинградский фронт                                        | 13-я воздушная армия               | -             | 275-я истребительная авиационная дивизия | -                                      |
| 01.03.1944 года | Ленинградский фронт                                        | 13-я воздушная армия               | -             | 275-я истребительная авиационная дивизия | -                                      |
| 01.04.1944 года | Ленинградский фронт                                        | 13-я воздушная армия               | -             | 275-я истребительная авиационная дивизия | -                                      |
| 01.05.1944 года | Ленинградский фронт                                        | 13-я воздушная армия               | -             | 275-я истребительная авиационная дивизия | -                                      |
| 01.06.1944 года | Ленинградский фронт                                        | 13-я воздушная армия               | -             | 275-я истребительная авиационная дивизия | -                                      |
| 01.07.1944 года | Ленинградский фронт                                        | 13-я воздушная армия               | -             | 275-я истребительная авиационная дивизия | -                                      |
| 01.08.1944 года | Ленинградский фронт                                        | 13-я воздушная армия               | -             | 275-я истребительная авиационная дивизия | -                                      |
| 01.09.1944 года | Ленинградский фронт                                        | 13-я воздушная армия               | -             | 275-я истребительная авиационная дивизия | -                                      |
| 01.10.1944 года | Карельский фронт                                           | 7-я воздушная армия                | -             | 260-я смешанная авиационная дивизия      | -                                      |
| 01.11.1944 года | Карельский фронт                                           | 7-я воздушная армия                | -             | 324-я истребительная авиационная дивизия | -                                      |
| 01.12.1944 года | Резерв Ставки ВГК                                          | 7-я воздушная армия                | -             | 324-я истребительная авиационная дивизия | аэродром Волосово (с 11.45 по 1948 г.) |
| 01.01.1945 года | Резерв Ставки ВГК                                          | 7-я воздушная армия                | -             | 324-я истребительная авиационная дивизия | -                                      |
| 01.02.1945 года | Резерв Ставки ВГК                                          | 7-я воздушная армия                | -             | 324-я истребительная авиационная дивизия | -                                      |
| 01.03.1945 года | Резерв Ставки ВГК                                          | 7-я воздушная армия                | -             | 324-я истребительная авиационная дивизия | -                                      |
| 01.04.1945 года | Резерв Ставки ВГК                                          | 7-я воздушная армия                | -             | 324-я истребительная авиационная дивизия | -                                      |
| 01.05.1945 года | Резерв Ставки ВГК                                          | 7-я воздушная армия                | -             | 324-я истребительная авиационная дивизия | -                                      |

## Командиры
- Артемьев Николай Сергеевич, подполковник[1], 25.04.1940 — 12.1943
- Чирков, Андрей Васильевич, майор, 17.12.1943 — 22.06.1944
- Малиновский, Иван Антонович, майор, 10.07.1944 — 19.01.1945
- В. Алексеев, подполковник, ??? — 1948
- Шишкин, Александр Павлович, полковник, март 1948 — 21.07.1949
- Пепеляев, Евгений Георгиевич, подполковник, ноябрь 1950 — ноябрь 1952
- Митусов, Алексей Иванович, подполковник, ноябрь 1952 — декабрь 1955
- Бордун Анатолий Зиновьевич, подполковник, ноябрь 1955—1957[2]

## Отличившиеся воины полка
| Награда | Ф.И.О.                        | Должность           | Звание            | Дата награждения | Данные о вылетах                                                                                                | Примечания                                        |
| ------- | ----------------------------- | ------------------- | ----------------- | ---------------- | --- | ------------------------------------------------- |
|         | Билюкин, Александр Дмитриевич | командир эскадрильи | капитан           | 02.11.1944       | к моменту представления 418 боевых вылетов, в 35 воздушных боях сбил лично 22 самолёта противника и 1 в группе. | -                                                 |
|         | Пепеляев, Евгений Георгиевич  | командир полка      | полковник         | 22.04.1952       | к моменту представления 108 боевых вылетов, в 38-и воздушных боях сбил более 20 самолётов противника            | самый результативный советский ас Корейской войны |
|         | Шебанов, Фёдор Акимович       | старший лётчик      | старший лейтенант | 10.10.1951       | к моменту представления 50 боевых вылетов, в воздушных боях лично сбил 6 самолётов противника                   | погиб 26.10.1951                                  |